# Francisco Menacho
Francisco Menacho Villalba, née le 11 février 1954 à Olvera,  est un homme politique espagnol membre du PSOE.
Maire de sa ville natale dans les années 1980, il est élu sénateur de l'Andalousie en juillet 2015.

## Biographie

### Vie privée
Marié, il est père d'un fils.

### Profession
Francisco Menacho est titulaire d'une licence en philologie hispanique. Il est professeur de l'enseignement secondaire.

## Carrière politique
Il intègre le PSOE en 1985 et devient la même année maire d'Olvera, sa ville natale, jusqu'en 1990 puis reste conseiller municipal jusqu'en 2011. 
Il est nommé délégué provincial du département de l'Éducation et de la Science en 1990 puis à de 1994 à 2000, il est délégué de la Junte d'Andalousie dans la province de Cadix.
Il siège à la députation provinciale de Cadix de 2003 à 2011 d'abord, comme porte-parole du groupe socialiste puis à partir de 2007 en tant que troisième vice-président. Il a également présidé la Junte rectrice du Parc naturel de la Sierra de Grazalema.
Le 4 avril 2011, il est nommé conseiller à l'Intérieur et à la Justice de la Junte d'Andalousie par le président socialiste José Antonio Griñán, prenant la relève de Luis Pizarro,. Il quitte le conseil de gouvernement régional lorsque Susana Díaz accède à la présidence de la communauté autonome.
Il est élu député au Parlement d'Andalousie pour la circonscription de Cadix lors des élections régionales de mars 2012. Il est alors le porte-parole socialiste à la commission de l'Éducation.
Le 1er juillet 2015, il est désigné sénateur par le Parlement d'Andalousie en représentation de l'Andalousie au Sénat espagnol. Il intègre la direction du groupe parlementaire sénatorial en tant que porte-parole adjoint.